# Östra Skrukeby socken
Östra Skrukeby socken i Östergötland ingick i  Åkerbo härad, ingår sedan 1971 i Linköpings kommun och motsvarar från 2016 Östra Skrukeby distrikt.
Socknens areal är 25,69 kvadratkilometer varav 19,54 land. År 2000 fanns här 215 invånare. Kyrkbyn Skrukeby med sockenkyrkan Östra Skrukeby kyrka ligger i socknen. 

## Administrativ historik
Östra Skrukeby socken har medeltida ursprung under namnet Skrukeby socken och fick sitt nuvarande namn senast vid mitten av 1700-talet. 
Till Vånga kyrkosocken överfördes på 1820-talet ett område som tillhört Östra Skrukeby kyrkosocken men i civilt hänseende hörde till Risinge tingslag av Finspångaläns härad. Området bestod av det norr om Roxen belägna Grensholmen med underlydande.
Vid kommunreformen 1862 övergick socknens ansvar för de kyrkliga frågorna till Östra Skrukeby församling och för de borgerliga frågorna till Östra Skrukeby landskommun. Landskommunen inkorporerades 1952 i Åkerbo landskommun och uppgick 1971 i Linköpings kommun. Församlingen uppgick 1 januari 2009 i Åkerbo församling.
1 januari 2016 inrättades distriktet Östra Skrukeby, med samma omfattning som församlingen hade 1999/2000.  
Socknen har tillhört samma fögderier och domsagor som Åkerbo härad.  De indelta soldaterna tillhörde  Första livgrenadjärregementet, Livkompanit och Andra livgrenadjärregementet, Linköpings kompani

## Geografi
Östra Skrukeby socken ligger öster om Linköping söder om Roxen. Socknen är en slättbygd på Östgötaslätten med sanka ängar vid sjön.

## Fornlämningar

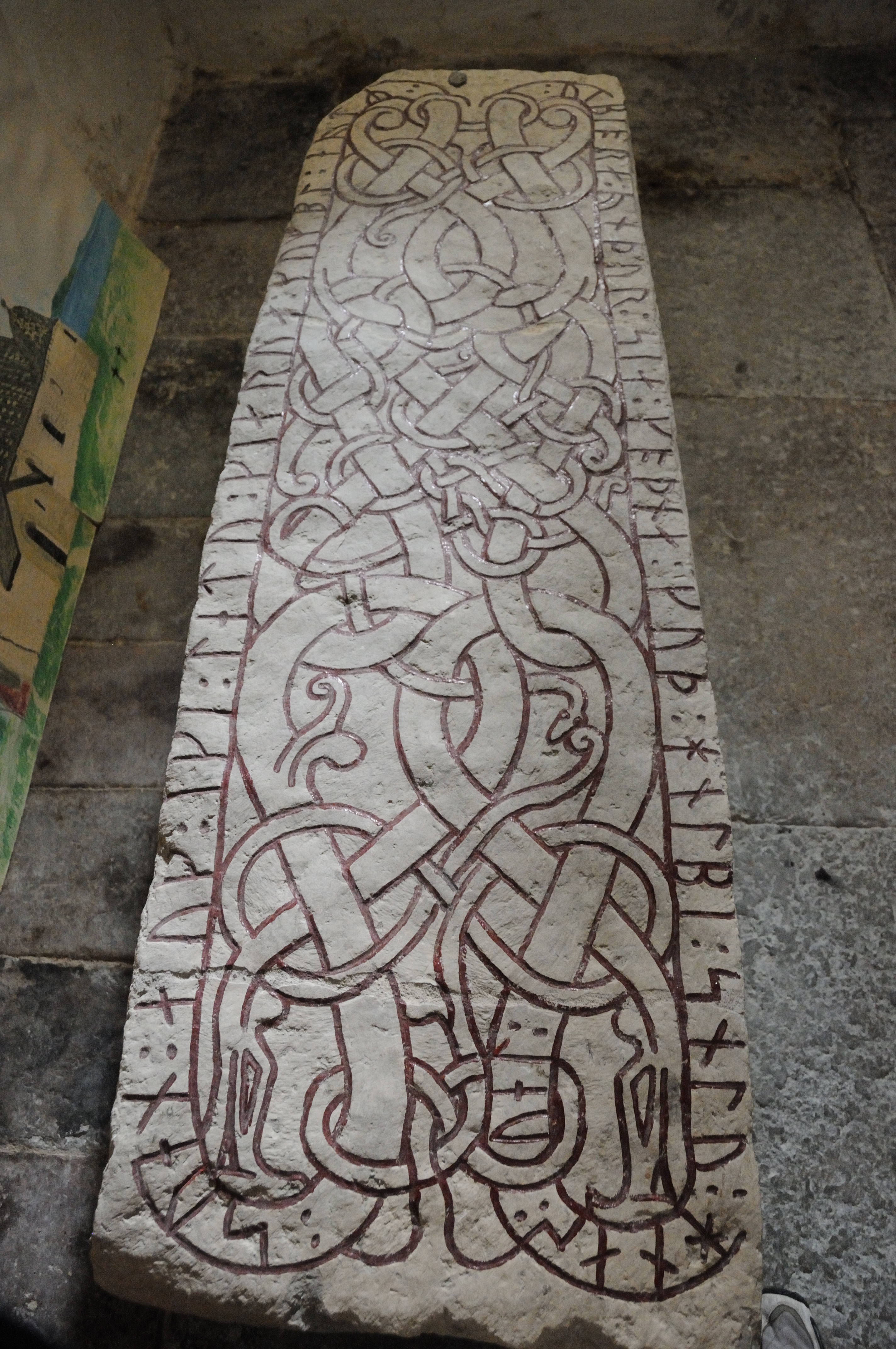
Östergötlands runinskrifter 220

Kända från socknen är talrika gravrösen och skärvstenshögar från bronsåldern samt 29 gravfält, stensträngar och en fornborg från järnåldern. En runristningar är känd vid kyrkan.

## Namnet
Namnet (1312 Scrucuby) kommer från kyrkbyn. Förleden är oklar efterleden är by, 'gård;by'. Prefixet Östra tillkom senast vid mitten av 1700-talet.

### Fotnoter
1. 1 2  Svensk Uppslagsbok Östra Skrukeby socken
2. 1 2  Harlén, Hans; Harlén Eivy (2003). Sverige från A till Ö: geografisk-historisk uppslagsbok. Stockholm: Kommentus. Libris 9337075. ISBN 91-7345-139-8
3. ↑  ”Församlingar”. Statistiska centralbyrån. https://www.scb.se/hitta-statistik/regional-statistik-och-kartor/regionala-indelningar/forsamlingar/. Läst 30 december 2022.
4. ↑  Administrativ historik för Östra+Skrukeby socken (Klicka på församlingsposten). Källa: Nationella arkivdatabasen, Riksarkivet.
5. 1 2  Sjögren, Otto (1931). Sverige geografisk beskrivning del 2 Östergötlands, Jönköpings, Kronobergs, Kalmar och Gotlands län. Stockholm: Wahlström & Widstrand. Libris 9939
6. 1 2  Nationalencyklopedin
7. ↑  Fornlämningar, Statens historiska museum: Östra Skrukeby socken
8. ↑  Fornminnesregistret, Riksantikvarieämbetet: Östra Skrukeby socken Fornminnen i socknen erhålls på kartan genom att skriva in sockennamn (utan "socken") i "Ange geografiskt område"
9. ↑  Mats Wahlberg, red (2003). Svenskt ortnamnslexikon. Uppsala: Institutet för språk och folkminnen. Libris 8998039. ISBN 91-7229-020-X. https://isof.diva-portal.org/smash/get/diva2:1175717/FULLTEXT02.pdf